# První jedijské vyhlazení
První jedijské vyhlazení je série událostí a konfliktů ze světa Hvězdných válek, které v letech 3 954 BBY až 3 951 BBY vedly k téměř úplnému zničení řádu Jedi. Někdy se jim také říká Temné války. Navazují na události bezprostředně po Jedijské občanské válce, během níž Republika utrpěla značné škody a nyní na pokraji státního bankrotu usiluje o obnovu míru a prosperity v Galaxii.

## Sithská občanská válka
Po smrti Darth Malaka nastal v rozpadajícím se sithském impériu chaos a jednotliví generálové a guvernéři planet si ho začali rozdělovat mezi sebe, aby jejich území do roka zabrala Republika nazpět. Temní Jediové se začali vyvražďovat navzájem, což začalo vlastně ještě před bitvou o Star Forge poté, když Revan zabil mistra sithské akademie na Korribanu. V roce 3 955 BBY se Impérium rozpadlo na několik států pod vedením jednotlivých temných Jediů.
Po zničení Star Forge se Revan na Korriban vrátil v čele zbývajících Jediů, aby zbývající temné Jedie na planetě zlikvidoval. Sithská akademie byla při bojích zcela zpustošena, stejně tak i údolí Sithských pánů. Když o rok později na planetu dorazila republiková flotila při kampani za obnovení republikové kontroly nad světy, jež Sithové během Jedijské občanské války zabrali, nalezli zde pouze vyprahlou pustinu bez známek inteligentního života.

## Problémy rytířů Jedi
Řád Jedi a Republika měly za sebou tři rychle po sobě jdoucí celogalaktické konflikty po dobu dvou generací. Kromě ztráty tisíců příslušníků řád Jedi trpěl i ztrátou naprosté většiny svých artefaktů a písemností, protože byla zničena velká knihovna na Ossusu, akademie Jediů na Dantooine a mnoho dalších objektů. Vše, co Jediové vlastnili (holokrony, knihy, databáze, historické materiály), bylo během válek a zejména po nich zničeno, rozkradeno, nebo ztraceno. Jediové zejména po ztrátě Ossusu nedokázali nováčky učit tak, jak by bylo potřeba a ti byli náchylní k tomu porušovat kodex, k temné straně, nebo úplně ztratili zájem o studium Síly.
Po válkách se ukázalo, že Jediů zbyla jen necelá stovka a celá galaxie byla naprosto zpustošená. Republika stála na pokraji státního bankrotu a zhroucení, bez schopného vedení. Navíc po dvou letech od skončení války zmizel i její hrdina Revan. Jediové se tedy neměli o koho opřít a navíc museli mimo jiné čelit i nepřátelskému postoji obyvatelstva galaxie, které ze všech tří konfliktů vinilo právě Jedie. Pravda byla taková, že lidé začali mít z Jediů a jejich činů strach. Samotní Jediové, dokonce i mistři, začali ztrácet víru ve vlastní učení, když se ptali sami sebe, proč tolik jejich kolegů a přátel propadlo Temné straně Síly.

## Temné války
Zbytek Revanova Sithského impéria nyní tvořily už jen tajné základny moci temné strany a postupně se začaly sjednocovat. Na zničeném světě Malachor V čekala na příkazy Revanova armáda sithských vrahů a v Trayuské akademii se zformovalo nové vedení Sithů: Sithský Triumvirát. Darth Traya, Nihilus a Sion zahájili novou kampaň, která měla tento cíl. Pomocí taktiky udeřit a utéct vyhledávali a zabíjeli všechny rytíře Jedi, aby řád kompletně vyhladili. K tomu dopomohli tím, že jejich agenti tajně vyvolali na některých klíčových světech Republiky nepokoje. Pokud by tyto světy propadly anarchii, byl by to velmi rychlý konec Republiky a Trayini Sithové by měli volnou ruku v ovládnutí galaxie.
Tak Sithové činili. Jako první zmizeli jedijští hlídači světů (Jedi Watchmen), o kterých pak již nikdo nikdy neslyšel. Všude, kde se setkali Jediové v trochu větším počtu, tito také záhadně zmizeli bez fyzických stop. Jediné, co po nich zbylo, byla drobná, za to však velmi znepokojující Narušení Síly. Pouze několik málo Jediů bylo schopno odhadnout, co tato narušení znamenají. Nejprve se členové řádu domnívali, že tito zmizelí Jediové prostě jen řád v deziluzi opustili, avšak brzy si uvědomili, že je někdo loví, ale nevěděli kým a proč.
Nakonec se mistr Atris odhodlala ke svolání jedijské konkláve na miralucké kolonii Katarr, kde se tajně sešli nejmocnější z mistrů Jedi, aby při diskuzi a společných meditacích hrozbu identifikovali. Jenže tato konkláve nebyla utajená tak, jak se domnívali. Atris totiž místo setkání Jediů vyzradila, aby tuto skrytou hrozbu vylákala ze stínů. Vylákala ji úspěšně, protože na Katarr dorazil na své vlajkové lodi Darth Nihilus, který pomocí temného rituálu zabil vše se silou spojené na planetě, aby se na jejich síle přiživil. Zemřeli zde všichni přítomní Jediové i všechny Miraluky. Jediný, kdo to přežil, byla miralucká dívka Visas Marr, kterou Nihilus učinil svou učednicí.
Když se informace o náhlém zmizení veškerého života z Katarru dostala na ostatní světy, poslední členové Rady Jedi, mistři Kavar, Vrook Lamar, Zaz-Kai-Ell a Lonna Vash rozhodli ukrýt se, aby si útočníci mysleli, že vyhráli, a vylezli ze stínů vesmíru.

### Lov Vypovězené
V roce 3 951 BBY byli všichni Sithům známí rytíři Jedi zabiti. Posledním jménem na jejich seznamu byla žena jménem Meetra Surik, která byla známá jako Vypovězená, když byla vyloučena z řádu za svou účast v Mandalorianských válkách. Nalodila ji republiková loď Harbinger, aby ji dopravila z Neznámých regiovů na příkaz admirála Onasiho na Telos IV. Po cestě narazil Harbinger na loď Ebon Hawk a zničený sithský křižník, kde však byla mrtvola Darth Siona a ukrytí zamaskovaní sithští vrazi, kteří postupně ovládli celý republikový křižník, když se Sion probral ze své "smrti" a prohlásil, že si tam přišel pro Jedie. Vypovězenou zachránila jedna starší žena s droidem HK-50 na Ebon Hawk a zmizeli v hyperprostoru.
Harbinger pronásledoval poškozený Ebon Hawk až na stanici Peragus II, kterou Sionovi vrazi celou pročesali, aby zjistili, že je stanice vyvražděná a po Vypovězené nebyla ani stopa, pouze Sion konfrontoval tu stařenu, která s Vypovězenou zmizela z Harbingeru, Kreiu. Vypovězené se však díky Attonovi Randovi povedlo ze stanice uprchnout dříve, než ji Sithové vyhodili do vzduchu. Ebon Hawk zmizel na planetu Telos IV, daleko z dosahu sithských pronásledovatelů. Na Telosu vypovězená potkala mistryni Atris, s níž se jaksepatří pohádala. Atris prohlásila, že to ona a ne Vypovězená je posledním žijícím Jediem. Ale zadala jí úkol najít mistry Kavara, Vrooka Lamara, Zaz-Kai-Ella a Lonnu Vash na planetách Onderon, Dantooine, Nar Shaddaa a Korriban.
Až na poslední jmenovanou to byly planety, jejichž osud byl spojen s osudem celé Republiky. Darth Nihilus vyslal svou učednici Visas Marr na základě své vize, jež obsahovala planetu, na níž se Vypovězená odebrala jako první, aby ji zabila. Marr však v konfrontaci s posádkou Ebon Hawku prohrála, ale byla ušetřena a poskytla mnoho cenných informací o nepříteli. Na Korribanu se Darth Sion znovu utkal s Vypovězenou, ale i tentokrát zasáhla Kreia, protože na tuto konfrontaci ještě nebyla připravená. Nejsložitější byla situace na Onderonu. Zde situace směřovala k občanské válce mezi loajalisty královny Galie Kiry a jejího bratrance generála Vaklua, jenž podepsal tajnou dohodu s Nihilusem, že mu Sithové pomohou Onderon ovládnout, když svou politikou způsobí v důsledku rozvrat Republiky.
Na onderonském měsíci Dxun však Vypovězená našla mocné spojence v Mandalorianech a spolu s nimi její lidé vyhladili Nihilusovy akolyty v hrobce Freedona Nadda. A pak vyhnala Sithy i z Onderonu. Zde Kreia zatahala za nitky a zmanipulovala Tobina, aby svému "pánovi" doručil zprávu. Na Nar Shaddaa se Vypovězená dostala do situace, že údajně byla zabita. Na to reagoval Sion tak, že s Nihilusem rozvázal všechny dohody. Následující konfrontace skončila nerozhodně tak, že jeden druhého několikanásobně zabil, ale zároveň nezabil díky Ranám v Síle, jimiž oba byli. Skutečnost byla taková, že Vypovězená svůj pokus o atentát přežila.
Poté se vydala na Dantooine, kde mistři, které dokázala sehnat, obnovili akademii a sešli se, aby ještě jednou prohjednali její případ. Verdikt zněl odstřihnout od Síly. Když to všichni tři jedijští mistři prováděli, objevila se na scéně Kreia a všechny tři mistry zabila. Poté se vydala na Telos konfrontovat Atris, která byla již dlouho temnou Jedi, aniž by si to uvědomila, a Kreia jí předala svůj titul Paní zrady za to, že svými činy přivedla Jedie ke zkáze. Na Telos navíc mířila armáda Darth Nihiluse, protože mu plukovník Tobin z Onderonu vyzradil informaci od Kreiy, že je zde spousta Jediů. Vypovězená si se svými mandalorianskými spojenci a Visas Marr s Nihilusem poradili. Vojsko Cartha Onasiho se postarala o zbytek sithské armády a Telos byl zachráněn.

### Konec čistky
Z Telosu se Vypovězená přesunula na Malachor V, kde se utkala s oběma zbylými členy triumvirátu. Siona porazila zlomením jeho vůle žít a Darth Trayu po vyčerpávajícím souboji, kde nechyběla silová bouře a boj proti třem telekineticky ovládanýcm světelným mečům. Tomu všemu předcházel masakr všech Sithů přítomných na Trayuské akademii, ať už Vypovězenou, nebo jejími spojenci. Poté, co malý droidík Bao-Dura, zabrackého inženýra, jenž zkonstruoval malachorské generátory temné hmoty, je aktivoval, byla zničena celá planeta Malachor a čistka byla ukončena. Po zániku triumvirátu se všichni Sithové, kteří byli zrovna jinde, obrátili proti sobě ve druhé sithské občanské válce a vyvraždili se mezi sebou.

## Následky
Vypovězená a její spojenci poté obnovili řád Jedi. Na základě toho, co znala, Briannu, Bao-Dura, Attona Randa, Miru, Visas Marr a Micala naučila ovládat Sílu, resp. kráčet ve stopách světlé strany, čímž zajistila přežití řádu. Přestože tento konflikt naprostá většina galaxie vůbec nezaznamenala, a už vůbec ne jako konflikt mezi Jedii a Sithy, byl rozhodující v tom, že posílil Republiku obnovením stability na jejích důležitých světech, návratem zdravého jádra řádu Jedi a zničením nekompetentních příslušníků řádu. Kromě toho byli Sithové na dlouhou dobu poraženi.

## Oběti a přeživší
Na Katarru prokazatelně zemřeli tito Jediové: Mistr Vandar Tokare, mistr Zhar Lestin, mistr Dorak a desítky dalších jedijských mistrů a rytířů.
Na Korribanu zemřela mistr Lonna Vash.
Na Dantooine zemřeli mistři Zez-Kai Ell, Kavar a Vrook Lamar.
Mezi přeživší Jedie se počítá:
- Vypovězená
- Bastila Shan
- Revan, který zmizel v Neznámých oblastech
- Roni von Wasaki, jenž tou dobou trávil svou dvacetitisíciletou epochu zmražený v karbonitu
- Celeste Morne, jež byla v tu dobu na čtyři tisíce let ve stázi
- Deesra Luur Jada, který přežil bombardování Dantooinu a léta se skrýval v podzemí, aby pak pomohl ztraceným Jediům obnovit řád
- Ood Bnar, který trávil čtyři tisíce let ve stázi ve formě "stromu", aby přežil katastrofu na Ossusu a útok Exara Kuna
- Atris, kterou Vypovězená na Telosu ušetřila. Zda se podílela na obnově řádu, není známo

Mezi ztracené Jedie patří:
- Brianna
- Bao-Dur
- Atton Rand
- Mira
- Visas Marr
- Mical